# Batillus
Batillus — танкер класу ULCC (Ultra Large Crude Carrier), побудований в 1976 році на верфі Chantiers de l'Atlantique у місті Сен-Назер для компанії Royal Dutch Shell французького підрозділу компанії Shell Oil. Є головним судном серії з чотирьох суден: «Batillus», Bellamya, Pierre Guillaumat і Prairial. За своїми розмірами Batillus вважається найбільшим спроектованим танкером у світі, оскільки Knock Nevis (колишній Jahre Viking, Happy Giant і Seawise Giant) спочатку був закладений з меншим дедвейтом, а його розміри збільшувалися внаслідок подальшої перебудови..

## Історія
Контракт на будівництво ULCC Batillus був підписаний 6 квітня 1971 року., перший лист металу був привезений у січні 1975 (всього на будівництво було витрачено близько 70 000 тонн металу). Проектування судна почалося в епоху нафтової кризи, викликаного Війна судного дня, що спричинила зростання цін на нафту і скорочення її поставок в розвинені країни. Однак будівництво почалося вже після закінчення кризи, і гостра необхідність у таких судах відпала. У зв'язку з цим керівництво Shell серйозно розглядало питання про відміну замовлення на будівництво танкера. Однак через те, що така скасування спричинила б важкі фінансові та соціальні наслідки для заводу, було прийнято рішення про продовження будівництва..
Будівництво танкера було закінчено в 1976 році, одночасно з новим терміналом в нафтосховищі Антифер, поблизу міста Гавр, одним з небагатьох у світі, здатних приймати суду класу Batillus. Загалом, судно виконало 25 рейсів, з них 24 між Перською затокою і північною Європою і один між північною Європою і островом Кюрасао.
Хоча з 1977 по 1980 Batillus виконував у середньому п'ять рейсів на рік, що вважалося нормальним режимом роботи, від нього вимагалося більше, ніж два рейси в 1982 і три в 1983. З початку листопада 1982 по червень 1983а судно знаходилося в Перській затоці в очікуванні завантаження. З 22 серпня 1983 по 8 листопада 1985 ріка Batillus простоював в порту Вестнес, в Норвегії. 17 жовтня 1985 керівництво Royal Dutch Shell ухвалило рішення про продаж судна на злам, за ціною 8 000 000 $. Свій останній рейс танкер виконав з норвезького порту Вестнес у Тайвань порт Гаосюн, куди він прибув 28 листопада 1985 року, де і був порізаний на злам.

## Технічні характеристики
Максимальна довжина судна — 414,22 метра, максимальна ширина — 63,01 метра, осадка — 28,5 метра, дедвейт — 553 662 тонни, водотоннажність — 663000 тонн. Силова установка судна представлена чотирма паровими турбінами «Stal Laval», що передають обертання на два п'ятилопатевих гребних гвинтів діаметром 8,5 метрів. Судно розвивало швидкість 16 вузлів, при добовому витраті палива 335,5 тонн, при цьому автономність плавання становила 42 дні.
Вантаж перевозився у 40 танках загальним обсягом 677 300 м³, поділених на незалежні центральні та бічні цистерни. Ця конфігурація дозволяла перевозити відразу кілька сортів нафти, а також знижувала небезпеку забруднення навколишнього середовища у разі аварії. Згідно з світовими стандартами того часу, максимальний об'єм бортових танків не міг перевищувати 17 000 м³ та 9 000 м³ для носових. Для перекачування нафти на судні було передбачено чотири насоси загальною подачею 24 000 м³ на годину.